# ヴ
ヴ是的濁音，在日語中用來表示「vu」音的字母，它主要用來表示外語裡的「v」音。因為在日本，外來語在正常情況下只會用片假名表示，所以它只有片假名，一般上是不會看到把平假名的加上濁點的。此外ヴ在日文因為很少見，所以大多數的日本人都讀作「bu」，甚至直接寫作ブ。(va = バ vi = ビ ve = ベ vo = ボ)
配合的小文字，va、vi、ve、vo 分別寫作 、 、 、 
另外，以前「v」音也曾經在的片假名上加濁點來表示：，但這種寫法現在已經幾乎不用了。

## 字元編碼
| 字元編碼 | Unicode | Shift JIS | GB2312 | HKSCS |
|          | U+3094  |           |        |       |
|          | U+30f4  | 8394      | A5f4   | C7f0  |